# NZZ Folio
NZZ Folio ist eine Zeitschrift, die in Zürich im Verlagshaus der NZZ-Mediengruppe erscheint. In jeder Ausgabe legt sie einen thematischen Schwerpunkt, der durch Rubriken und Kolumnen ergänzt wird. Bis 2020 erschien sie monatlich und lag jeweils am ersten Montag im Monat der Neuen Zürcher Zeitung bei. Seit dem neusten Relaunch erscheint sie noch sechsmal jährlich als Printausgabe sowie als E-Paper.
NZZ Folio erreicht eine WEMF-beglaubigte Auflage von 90'748 (Vj. 96'104) verkauften/verbreiteten Exemplaren und eine Reichweite von 341'000 (Vj. 371'000) Lesern (WEMF MACH Basic 2018-II).

## Geschichte

### Gründung
NZZ Folio wurde von Lilli Binzegger konzeptioniert. Sie bekam dafür vom Verwaltungsrat der Neuen Zürcher Zeitung im Oktober 1990 die Zustimmung. Die erste Ausgabe erschien als Nr. 8 am 5. August 1991. Binzegger war die erste Leiterin des Magazins. Sie wurde 1999 von Daniel Weber, zuvor Film- und Medienredaktor der NZZ, abgelöst, schrieb aber bis zu ihrer Pensionierung 2005 weiter für die Zeitschrift.

### Layout
Seit Beginn bis 2016 wurden die Titelblätter vom Künstler Max Grüter gestaltet und von Patrick Rohner fotografiert. Hauscartoonist des NZZ Folio ist Gerhard Glück.
1999 erfolgte das erste Redesign. Der NZZ-Postreiter verschwand aus dem Titelkopf, und als Titelschrift ersetzte die serifenlose Frutiger die klassische Sabon. 2005 gab es ein zweites Redesign, bei dem das Titelblatt auf das Wesentliche reduziert und im Inhalt Titel- und Laufschrift verändert wurden.
Ab 2012 erschien NZZ Folio in einem leicht veränderten Layout. Eine grössere Veränderung des Layouts erfolgte zum 25-Jahr-Jubiläum am 1. September 2016, NZZ Folio erschien von da an in kleinerem Format und mit überarbeitetem Titelkopf.
Nach einer pandemiebedingten Pause zwischen März und September 2020 wurde das Layout erneut überarbeitet und das Format leicht vergrössert. Redaktionsleiterin Christina Neuhaus begründete: «Das neue Layout ist gleichzeitig klassisch und zeitgemäss und stellt durch die Verwendung der Schrift Times im Schwerpunktteil auch einen grafischen Bezug zur NZZ her. Das neue Format lässt uns gestalterisch noch mehr Spielraum.»
Titelköpfe:

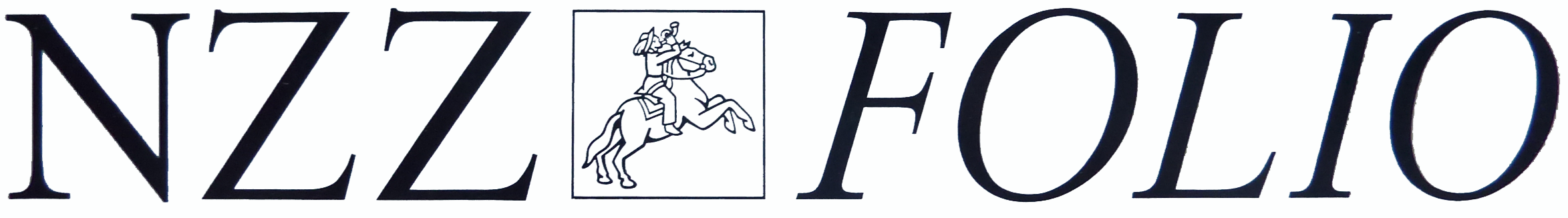
ab August 1991
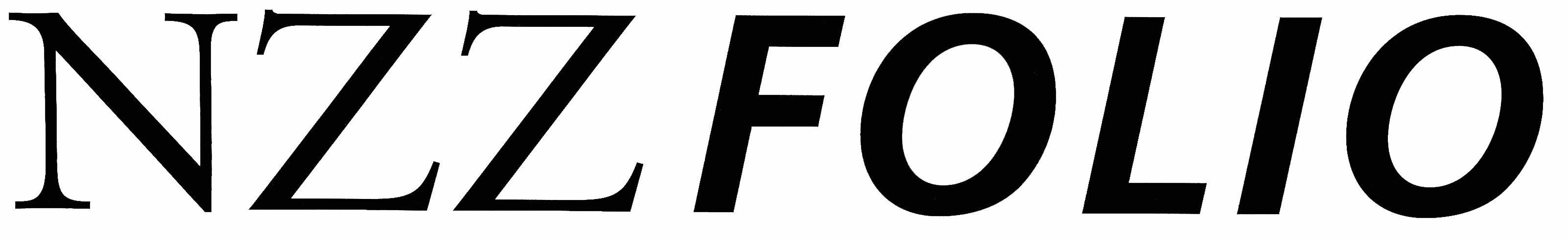
ab Mai 1999
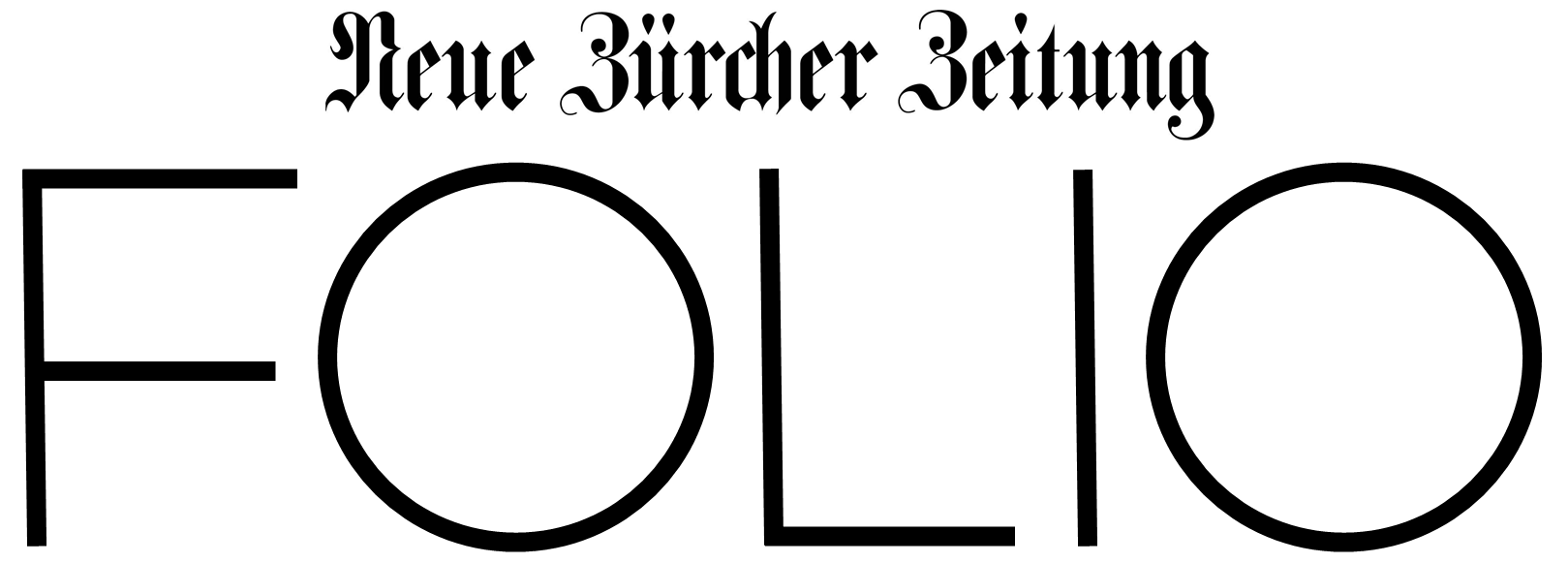
ab Januar 2012
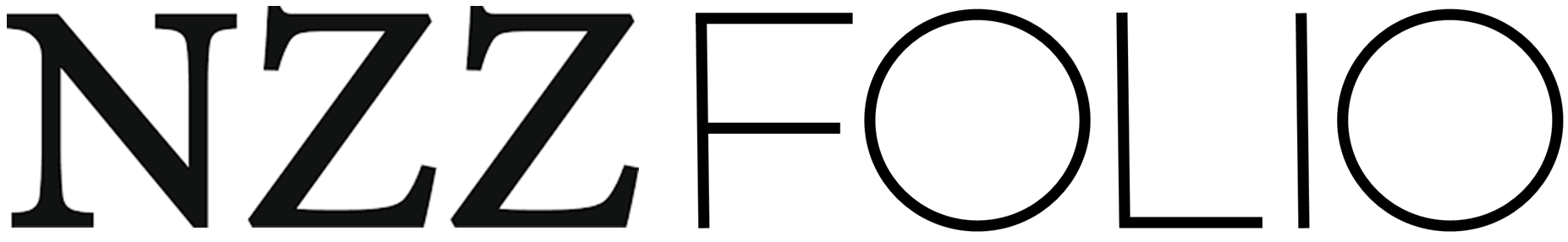
ab Juli 2015
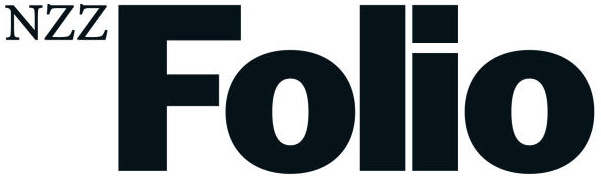
ab September 2016

### Rechtschreibung
NZZ Folio wendet wie die Neue Zürcher Zeitung die reformierte Rechtschreibung nur teilweise an, folgt der klassischen Rechtschreibung aber noch stärker als die NZZ und damit weitgehend den Empfehlungen der Schweizer Orthographischen Konferenz (z. B. Stop, heute abend).

### Sonstiges
Von 1991 bis 2013 war der Journalist und Sprachkritiker Wolf Schneider Kolumnist des NZZ Folio. 1997 bis 1998 schrieb der Journalist Constantin Seibt im NZZ Folio die Literaturfälschungskolumne «Fundstücke», von der sich selbst Wissenschaftler narren liessen. Von Mai 1997 bis Februar 2002 schrieb Martin Suter im NZZ Folio die Kolumne «Richtig leben mit Geri Weibel», die Kultstatus erlangte und 2005 bei Diogenes als Buch erschien.
Die Ausgabe vom August 1993 über die Romandie war durchgehend zweisprachig deutsch-französisch. Im August 2009 erschien das NZZ Folio «Flug LX 14» auch in englischer, das NZZ Folio «Der gerechte Lohn» im April 2018 auch in französischer und italienischer Sprache.
Im Februar 1996 ging anlässlich des Hefts «Vernetzte Welt» die Website des NZZ Folio online.
Im Januar 2005 publizierte NZZ Folio im Heft «Bomben» ein Bild mit dem abgerissenen Kopf einer palästinensischen Selbstmordattentäterin und wurde deswegen vom Schweizer Presserat gerügt, es verstosse gegen die Menschenwürde.

## Auszeichnungen
Journalisten des NZZ Folio gewannen Dutzende von Auszeichnungen, darunter mehrere Male den Zürcher Journalistenpreis. Auswahl:
- 1994 Peter Haffner: Zürcher Journalistenpreis des Zürcher Pressevereins für «Polski Blues»[20][21]
- 1998 Peter Haffner: Zürcher Journalistenpreis des Zürcher Pressevereins für «Stille Tage im Eis»[22][23]
- 2000 Cornelia Kazis: Egon-Erwin-Kisch-Preis für «Letzte Tage»[24][25]
- 2002 Peter Haffner: Prix Media der Akademie der Naturwissenschaften Schweiz für «Ein ganz normales Genie»[26][27]
- 2002 Ursula von Arx: Zürcher Journalistenpreis des Zürcher Pressevereins für «Das zweite Leben»[28][29]
- 2004 Reto U. Schneider: Prix Media der Akademie der Naturwissenschaften Schweiz für «Im goldenen Käfig» über ein Tierasyl für ehemalige Versuchsaffen[30][31]
- 2005 Gerhard Glück: Deutscher Karikaturenpreis der Sächsischen Zeitung für einen Cartoon zum Thema «Zur Sache, Schätzchen!»[32][33]
- 2006 Redaktion NZZ Folio: Sonderpreis Abdruck der Initiative proDente für das Themenheft «Beim Zahnarzt – ein Traum in Weiss»[34][35]
- 2009 Redaktion NZZ Folio: Hugo-Junkers-Preis des Luftfahrt-Presse-Clubs für «Flug LX 14»[36][37]
- 2010 Reto U. Schneider: Arthur-Koestler-Preis der Deutschen Gesellschaft für Humanes Sterben für «Bea geht» über die letzten vier Jahre im Leben einer jungen Frau[38][39]
- 2011 Reto U. Schneider: Journalistenpreis Informatik der Universität des Saarlandes für «Wünschelrute mit GPS»[40][41]
- 2014 Reto U. Schneider: Georg von Holtzbrinck Preis für Wissenschaftsjournalismus für «Mars macht immobil» über die Auswirkungen von langanhaltender Schwerelosigkeit auf den menschlichen Körper,[42] «Die Rettung Angelinas» zum Thema der genetischen Ursache für Brust- und Eierstockkrebs[43] und «Nicht Kevin», das sich mit der Frage nach den psychologischen Effekten eines Namens auf dessen Träger und die Umwelt beschäftigt[44][45]
- 2016 Reto U. Schneider: Preis für Technikjournalismus und Technikfotografie Punkt der Deutschen Akademie der Technikwissenschaften Acatech für «Das Duell», das sich mit der Digitalisierung im Selbstexperiment Mensch gegen Maschine, Gehirn gegen künstliche Intelligenz auseinandersetzt[46][47]
- 2018 Barbara Klingbacher: Zürcher Journalistenpreis des Zürcher Pressevereins für «Der letzte Gang» über ihren Versuch, ein Tier nicht nur zu essen, sondern auch davor zu töten[48][49]